# Educación en Bolivia
La educación formal en Bolivia está estructurada desde 2010 según define la Ley 070 Avelino Siñani - Elizardo Pérez y comprende tres subsistemas: Educación regular, Educación alternativa y especial y Educación superior de formación profesional.
La ley busca cumplir todos los mandatos de la Constitución Política del Estado con respecto al área, tales como:
- Toda persona tiene derecho a recibir educación en todos los niveles de manera universal, productiva, gratuita, integral e intercultural, sin discriminación.
- La educación constituye una función suprema y primera responsabilidad financiera del Estado, que tiene la obligación indeclinable de sostenerla, garantizarla y gestionarla.
- El Estado y la sociedad tienen tuición plena sobre el sistema educativo, que comprende la educación regular, la alternativa y especial, y la educación superior de formación profesional. El sistema educativo desarrolla sus procesos sobre la base de criterios de armonía y coordinación.
- El sistema educativo está compuesto por las instituciones educativas fiscales, instituciones educativas privadas y de convenio.
- La educación es unitaria, pública, universal, democrática, participativa, comunitaria, descolonizadora y de calidad.
- La educación es intracultural, intercultural y plurilingüe en todo el sistema educativo.
- El sistema educativo se fundamenta en una educación abierta, humanista, científica, técnica y tecnológica, productiva, territorial, teórica y práctica, liberadora y revolucionaria, crítica y solidaria.
- La educación es obligatoria hasta el bachillerato.
- La educación fiscal es gratuita en todos sus niveles hasta el superior.

## Antecedentes

### Reforma educativa liberal 1920
Las reformas promovidas en este proceso tuvieron como objetivo la ampliación de cobertura del Sistema Educativo bajo la premisa de integrar a las diferentes naciones indígenas a la estructura dominante a través de la castellanización de la población en general.

### Reforma educativa de 1955

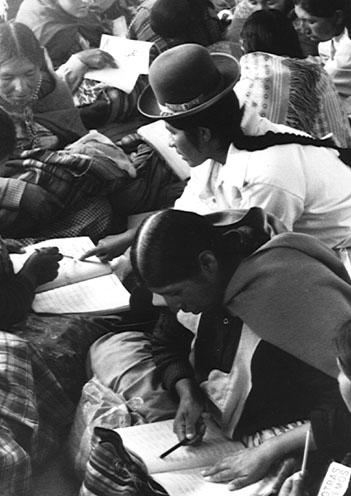
mujeres aymaras en La Paz, aprendiendo literatura.

La Reforma Educativa de 1955 es un hito fundamental en la historia de la educación boliviana ya que se propuso la ampliación de cobertura del Sistema educativo boliviano.
El 20 de enero de 1955 se promulga el Código de la Educación Boliviana como parte de las medidas del partido político MNR a que asumió la presidencia en 1952.  

### Reforma educativa de 1995
Desde 1994, Bolivia llevó adelante el "Programa de Reforma Educativa (PRE)" en el que se establece el carácter democrático de la educación, por cuanto la sociedad participa en su planificación, organización, ejecución y evaluación. Así mismo, dispone la incorporación del enfoque intercultural y la modalidad bilingüe en la educación, respondiendo así a la heterogeneidad sociocultural del país.
Propuestas de la reforma de 1995
En la Ley se propuso el reconocimiento de la  heterogeneidad sociocultural del país y se planteó por primera vez una educación intercultural y bilingüe. También se planteó un  a énfasis sobre la calidad de la educación, la importancia de la participación comunitaria, la priorización de la educación primaria y la promoción de la igualdad de acceso, oportunidades y logros con atención preferencial a la mujer y a los sectores menos favorecidos.

### Promulgación de la Ley de la Educación “Avelino Siñani - Elizardo Pérez” de 2010
El 20 de diciembre de 2010, durante el gobierno de Evo Morales se promulgó la Ley 70 Avelino Siñani - Elizardo Pérez, la cual dio estructura al sistema educativo actual, y puso las bases, fines y objetivos de la educación boliviana.

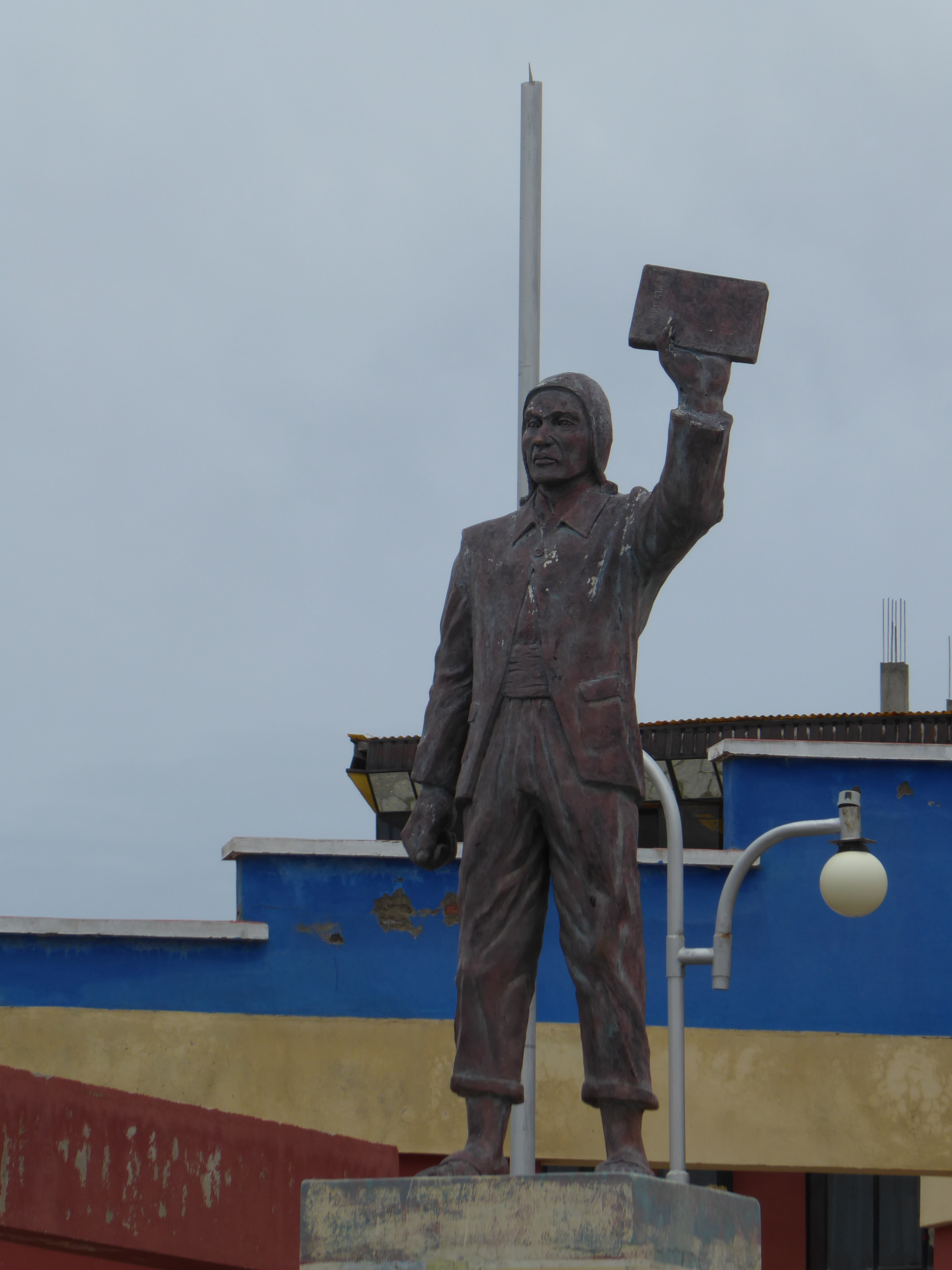
Monumento a Avelino Siñani en Warisata.

## Estructura  del sistema educativo desde 2010
La Estructura al Sistema Educativo boliviano esta organizado desde 2010, como indica la Ley 70 Avelino Siñani - Elizardo Pérez en:
- Subsistema de Educación Regular
- Subsistema de Educación Alternativa y Especial
- Subsistema de Educación Superior de Formación Profesional

### Subsistema de Educación Regular
Es la educación sistemática, normada, obligatoria y procesual que se brinda a todas las niñas, niños, adolescentes y jóvenes, desde la Educación Inicial en Familia Comunitaria hasta el bachillerato. El Subsistema de Educación Regular comprende:
- Educación Inicial en Familia Comunitaria
- Educación Primaria Comunitaria Vocacional
- Educación Secundaria Comunitaria Productiva

| Educación Inicial en Familia Comunitaria, no escolarizada | 0-4 años   |
| Educación Inicial en Familia Comunitaria, escolarizada    |            |
| 1.º año Pre-kindergarten                                  | 4-5 años   |
| 2.º año Kindergarten                                      | 5-6 años   |
| Educación Primaria Comunitaria Vocacional                 |            |
| Primero de primaria                                       | 6-7 años   |
| Segundo de primaria                                       | 7-8 años   |
| Tercero de primaria                                       | 8-9 años   |
| Cuarto de primaria                                        | 9-10 años  |
| Quinto de primaria                                        | 10-11 años |
| Sexto de primaria                                         | 11-12 años |
| Educación Secundaria Comunitaria Productiva               |            |
| Primero de secundaria                                     | 12-13 años |
| Segundo de secundaria                                     | 13-14 años |
| Tercero de secundaria                                     | 14-15 años |
| Cuarto de secundaria                                      | 15-16 años |
| Quinto de secundaria                                      | 16-17 años |
| Sexto de secundaria                                       | 17-18 años |

#### Bachillerato
En Bolivia, el Bachillerato es la culminación exitosa de los 12 años de Educación Regular o de la Educación Secundaria de Adultos, por lo que el Ministerio de Educación a través de las Direcciones Departamentales de Educación, otorgará gratuitamente el Diploma de Bachiller, con lo que el estudiante podrá continuar estudios superiores. Algunas instituciones otorgan Diplomas de Bachiller Técnico Humanístico y el grado de Técnico Básico o Técnico Auxiliar.

#### Educación escolarizada integral para la población en desventaja social
Es la educación integral escolarizada dirigida a la atención de niñas, niños y adolescentes, jóvenes trabajadores desprotegidos y en desventaja social para protegerlos del entorno, mediante programas especiales de hogares abiertos con servicios integrales de salud, alimentación, educación, reinserción escolar y socio-laboral, considerando políticas de rezago escolar como prioridad educativa. Igualmente conducen al Bachillerato.

### Subsistema de Educación alternativa y especial
Está destinada a atender necesidades y expectativas educativas de personas, familias, comunidades y organizaciones que requieren dar continuidad a sus estudios o que precisan formación permanente en y para la vida; priorizando a la población en situación de exclusión, marginación o discriminación. Está dirigida principalmente a las personas mayores de 15 años que requieren iniciar o continuar sus estudios; también dirigida a personas con discapacidad, dificultades en el aprendizaje  y talento extraordinario del aprendizaje, para cuenten con una educación oportuna, pertinente e integral, a través del desarrollo de políticas, planes, programas y proyectos de educación inclusiva.
El Subsistema de Educación Alternativa y Especial adoptará el carácter Técnico-Humanístico según las necesidades y expectativas de las personas, familias y comunidades acorde a los avances de la ciencia y tecnología. Los niveles de la formación y capacitación técnica tendrán su respectiva certificación, que habilita a las y los estudiantes su continuidad en la Educación Superior y su incorporación al sector productivo. Certificaciones con los grados académicos de:
- Técnico Básico: Duración de 6 meses
- Técnico Auxiliar: Duración de 1 año
- Técnico Medio: Duración de 2 años

El Subsistema de Educación Regular comprende:
- Educación Alternativa
- Educación Especial

#### Educación Alternativa
Comprende las acciones educativas destinadas a jóvenes y adultos que requieren continuar sus estudios; de acuerdo a sus necesidades y expectativas de vida y de su entorno social, mediante procesos educativos sistemáticos e integrales, con el mismo nivel de calidad, pertinencia y equiparación de condiciones que en el Subsistema Regular. La educación alternativa comprende:
- Educación de Personas Jóvenes y Adultas
- Educación Permanente

- Educación Personas Jóvenes y Adultas: La Educación de Personas Jóvenes y Adultas es de carácter técnico-humanístico, está destinada a las personas mayores a quince años, ofrece una educación sistemática. Al concluir los estudios se entregará a los estudiantes una certificación que los acreditará como Bachiller Técnico-Humanístico, y de manera gradual como Técnico Medio los habilitará para dar continuidad en su formación en el nivel superior y su incorporación al sector productivo. Los niveles de formación de la Educación de Personas Jóvenes y Adultas comprenden:
  - Educación Primaria de Personas Jóvenes y Adultas, Alfabetización y Post-alfabetización
  - Educación Secundaria de Personas Jóvenes y Adultas

- Educación Permanente, no escolarizada: Está destinada a toda la población y ofrece procesos formativos no escolarizados que respondan a necesidades, expectativas e intereses de las organizaciones, comunidades, familias y personas, en su formación socio-comunitaria, productiva y política.

#### Educación especial
Comprende las acciones destinadas a promover y consolidar la educación inclusiva para personas con discapacidad, personas con dificultades en el aprendizaje y personas con talento extraordinario. Son áreas de la Educación Especial:
- Educación para Personas con Discapacidad
- Educación para Personas con Dificultades en el Aprendizaje
- Educación para Personas con Talento Extraordinario

### Subsistema de educación superior de formación profesional
Esta destinado a la formación de profesionales en los distintos niveles y distintas áreas del conocimiento. La Educación Superior de Formación Profesional comprende:
- Formación de Maestras y Maestros
- Formación Técnica y Tecnológica
- Formación Artística
- Formación Universitaria

#### Formación de Maestras y Maestros
Es el proceso de formación profesional en las dimensiones pedagógica, sociocultural y comunitaria, destinada a formar maestras y maestros para los subsistemas de Educación Regular, y Educación Alternativa y Especial. Formación de Maestras y Maestros comprende:
- Formación Inicial de maestras y maestros
- Formación Post gradual para maestras y maestros
- Formación Continua de maestras y maestros
- Título Profesional, Inserción laboral y Escalafón del Magisterio en formación de maestras y maestros

Al concluir los estudios, el Ministerio de Educación otorgará el Título de Maestro con grado de Licenciatura y su respectivo reconocimiento en el Escalafón del Magisterio. Además que la inserción laboral de las y los egresados de las Escuelas Superiores de Formación de Maestras y Maestros está garantizada por el Estado Plurinacional, de acuerdo a las necesidades de docencia del Sistema Educativo Plurinacional y conforme a la normativa vigente.

#### Formación superior técnica y tecnológica
Es la formación profesional técnica e integral, articulada al desarrollo productivo, sostenible, sustentable y autogestionario, de carácter científico, práctico-teórico y productivo. Existen 2 tipos de instituciones de formación técnica y tecnológica:
- Institutos Técnicos e Institutos Tecnológicos:' Son instituciones educativas que desarrollan programas de formación profesional a nivel técnico, están orientadas a generar emprendimientos productivos en función a las políticas de desarrollo del país. Son instituciones de carácter fiscal, de convenio y privado.
- Escuelas Superiores Tecnológicas: Son instituciones educativas, de carácter fiscal, que desarrollan programas complementarios de formación especializada a nivel licenciatura para profesionales del nivel técnico superior, para el desarrollo de la investigación aplicada, la ciencia y la tecnología en áreas prioritarias para el desarrollo del Estado Plurinacional.

- Título Profesional en formación superior técnica y tecnológica

Al concluir los estudios, los Institutos Técnicos, Institutos Tecnológicos y las Escuelas Superiores Tecnológicas otorgarán certificados de egreso. El Ministerio de Educación emitirá los Títulos Profesionales con validez en todo el Estado Plurinacional.
- Niveles de la Formación Técnica y Tecnológica

La Formación Técnica y Tecnológica desarrollará los siguientes niveles:
- Capacitación: Corta duración
- Técnico Medio: Duración de 2 años
- Técnico Superior: Duración de 3 años
- Licenciatura: Duración de 4 años o más
- Diplomado Técnico: Duración de 4 años o más

## Formación superior universitaria

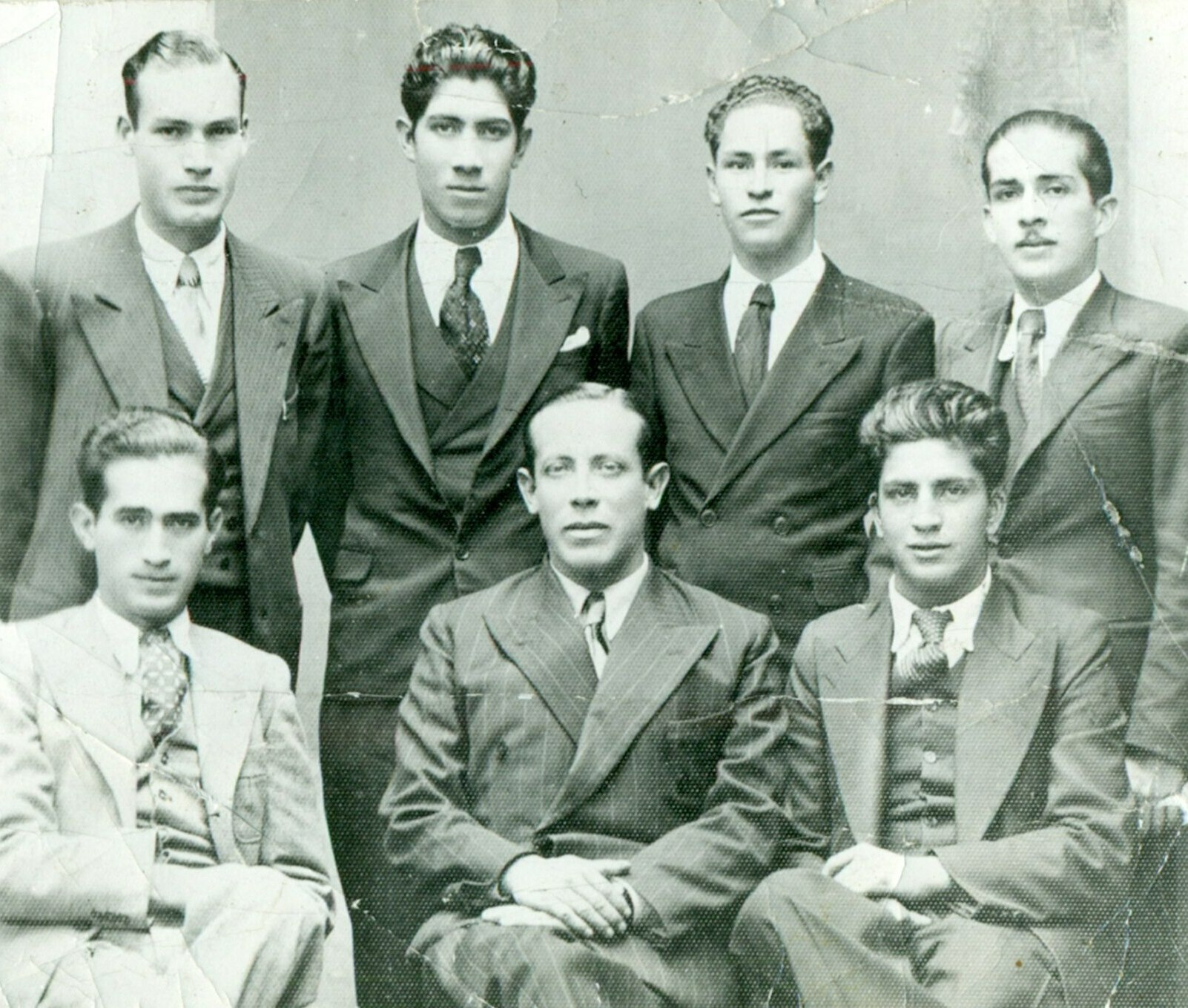
Miembros de la federación Universitaria boliviana en 1928.

En 1826 la educación universitaria se dirigía principalmente a la formación de las élites socioeconómicas. En el período de la República, la universidad continuó privilegiando a las mismas élites, sin embargo, con el inicio de la explotación minera y la apertura capitalista a la producción, se hicieron evidentes las primeras contradicciones sociales masivas. Se inició el proceso de lucha por la reforma estudiantil, donde surgieron los primeros movimientos estudiantiles de reforma universitaria.
Entre 1952 y 1985, no se llegó a consolidar un modelo académico propio, pero se logró conquistar la autonomía universitaria. A partir de 1985 surge en Bolivia la educación superior privada y se abren numerosos centros educativos.
Todas las universidades tienen el objetivo de formar profesionales en pre y post grado y de desarrollar investigación en las diferentes áreas del conocimiento. Son reguladas por el Estado a través de la Constitución Política del Estado y la Ley 70 Avelino Siñani - Elizardo Pérez, se clasifican como 
- Universidades Públicas Autónomas
- Universidades Privadas
- Universidades Indígenas
- Universidades de Régimen Especial

Al concluir los estudios, las Universidades Públicas Autónomas otorgan Diplomas Académicos y Títulos Profesionales. Las Universidades Privadas, Universidades Indígenas y las Universidades de Régimen Especial otorgan Diplomas Académicos y el Ministerio de Educación emite los Títulos Profesionales. 
Las únicas Universidades Privadas con autoridad de otorgar  Títulos Profesionales son las que pertenecen Comité Ejecutivo de la Universidad Boliviana como el resto de las universidades públicas las cuales son Universidad Católica Boliviana "San Pablo", la Universidad Andina Simón Bolívar, la Escuela Militar de Ingeniería y la Universidad Policial, Mcal. Antonio José de Sucre.
- Niveles de la Formación y Grados académicos otorgados por las Universidades

Los niveles y grados académicos otorgados por las Universidades reconocidos son:
Pre grado
- Técnico Superior Universitario: Duración de 3 años
- Licenciatura: Duración de 4 años o más

Post grado
- Diplomado: Duración menor a 1 año
- Especialidad: Duración de 1 año, exceptuado las Especialidades médicas que duran 3 años o más
- Maestría: Duración de 2 años, requisito de licenciatura previa
- Doctorado: Duración de 3 años, requisito de maestría previa
- Post doctorado: Duración de 1 año o más, requisito de doctorado previo

#### Formación superior universitaria en salud
En Bolivia como en la mayor parte del mundo, la formación en carreras de salud en pre grado se realiza en aulas universitarias y a la vez en prácticas hospitalarias. La carrera de Medicina tiene una duración de 6 años, los 2 primeros donde se imparten ciencias básicas y a partir del tercer año clases teóricas y prácticas hospitalarias. El sexto año es el llamado Internado Rotatorio que incluye rotaciones hospitalarias por las cuatro especialidades básicas (Cirugía General, Medicina Interna, Pediatría, Ginecología y Obstetricia), además de 3 meses de Servicio Rural, al igual que las carreras de Enfermería y Odontología. Una vez concluido este período, el estudiante se convierte en médico general y puede ejercer la profesión o postular al Sistema nacional de Residencia médica para optar por una especialidad que tienen una duración de entre 3 a 5 años.
A nivel de post grado y formación de especialización en medicina clínica-quirúrgica tiene una duración de 3 a 5 años para las especialidades y de 2 años para las subespecialidades, a estos grados solo se puede acceder a través de la Residencia Médica que es a dedicación exclusiva y la formación es mayoritariamente basada en prácticas hospitalarias y menor proporción en aulas universitarias. Una vez concluida la formación como especialista se realiza un año de Servicio Rural.
- Niveles de la Formación y Grados académicos otorgados por Residencia Médica

Los niveles y grados académicos otorgados por la Residencia Médica reconocidos son:
- Especialidad: Duración de 3 a 5 años
- Subespecialidad: Duración de 2 años, requisito de especialidad previa